# ブロバルイの戦い
ブロバルイの戦い（ブロバルイのたたかい）は、2022年ロシアのウクライナ侵攻中のキーウ攻勢の一環として2022年3月9日に始まった戦い。ウクライナの首都キーウの東に位置する都市ブロバルイ近辺で行われた。

## 戦闘経過

### 3月
3月9日夜、ブロバルイに接近していたロシア軍装甲車の隊列がウクライナ軍の攻撃を受けた。ロシア軍は、かなりの人員と装備を失ったことで退却した。ウクライナ当局は、この交戦でロシアの司令官アンドレイ・ザハロフが死亡したと主張した。
3月12日、ロシア軍がブロバルイにあるウクライナ軍の通信・諜報の主要センターを使用不能にしたと報じられた。しかし、ブロバルイ市長のイーホル・サポジコは「我々は彼らを待ち構えている」と述べた。
3月29日、ロシアはブロバルイ地区への砲撃を開始した。倉庫が出火し、付近の村は甚大な被害を受けた。
3月30日、市長はウクライナ軍はロシア軍を押し戻し、プロスケ、スヴェティルヌイ、フレベルキの村を奪還し、ノヴァ・バサンで衝突が続いていると語った。

### 4月
4月1日、ウクライナはルドニャ、シェフチェンコヴェ、ボブリク、スタラ・バサン、ノヴァ・バサン、マキイフカ、ポフレビ、バザニウカ、ヴォロディミリウカ、シュニャキウカ、サルネ、ソフィイウカ、ハブリリウカの村を奪還したと発表し、市長はロシア軍がブロバルイ地区から「ほぼ離れた」と主張した。
ロシア軍がキーウ周辺から撤退した後の2022年4月2日、ウクライナ国防省は、ブロバルイが属するキーウ州の全域をロシア軍から奪還したと宣言した。